# Elisabeth Davis
Pour les articles homonymes, voir Davis.
Elizabeth Davis est une coureuse cycliste américaine.

## Palmarès sur route
- 1978
  - 2e du championnat des États-Unis sur route
  - 39e de la course en ligne des championnats du monde de cyclisme sur route 1978
- 1980
  - 3e du championnat des États-Unis du contre-la-montre
  - 33e de la course en ligne des championnats du monde de cyclisme sur route 1980
- 1982
  - GP Dompaire
- 1983
  - Fitchburg Longsjo Classic
- 1989
  - 25e de la course en ligne des championnats du monde de cyclisme sur route 1989

## Palmarès sur piste

### Championnat du monde
- 1986
  - 8e de la poursuite
- 1989
  - 8e de la poursuite

### Championnats des États-Unis
- 1978
  - 2e de la poursuite
- 1979
  - 2e de la course aux points
- 1980
  -  Championne des États-Unis de la poursuite
  - 2e de la course aux points
  - 3e de la vitesse
- 1981
  - 3e de la poursuite
- 1982
  - 3e de la poursuite
  - 3e de la course aux points
- 1983
  -  Championne des États-Unis de la course aux points
  - 2e de la poursuite
- 1984
  - 3e de la course aux points
  - 3e de la vitesse
- 1985
  -  Championne des États-Unis de la poursuite